# Polonnaruwa

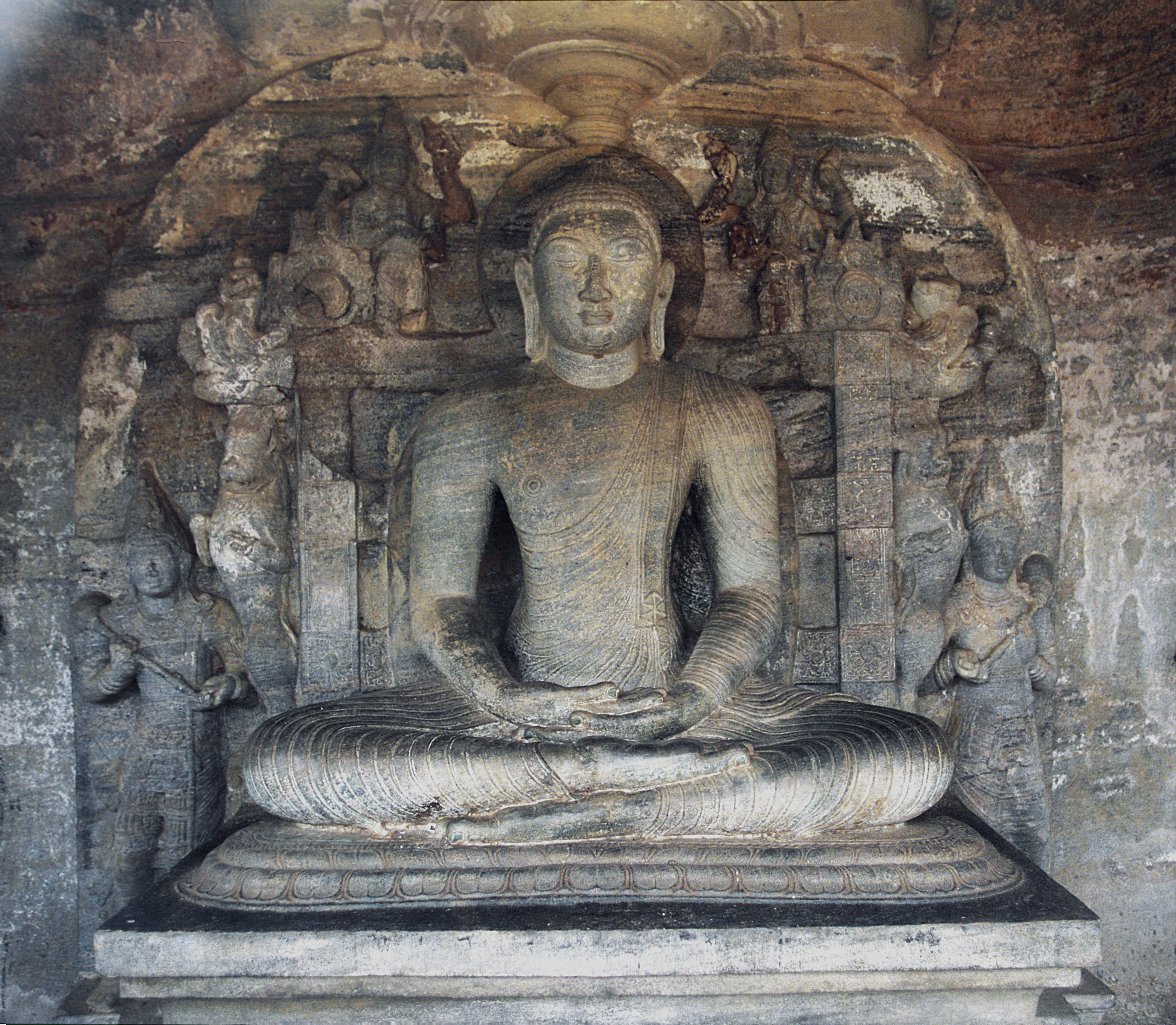
Tượng Đức Phật tọa thiền trong chùa hang Gal Vihara ở Polonnaruwa.

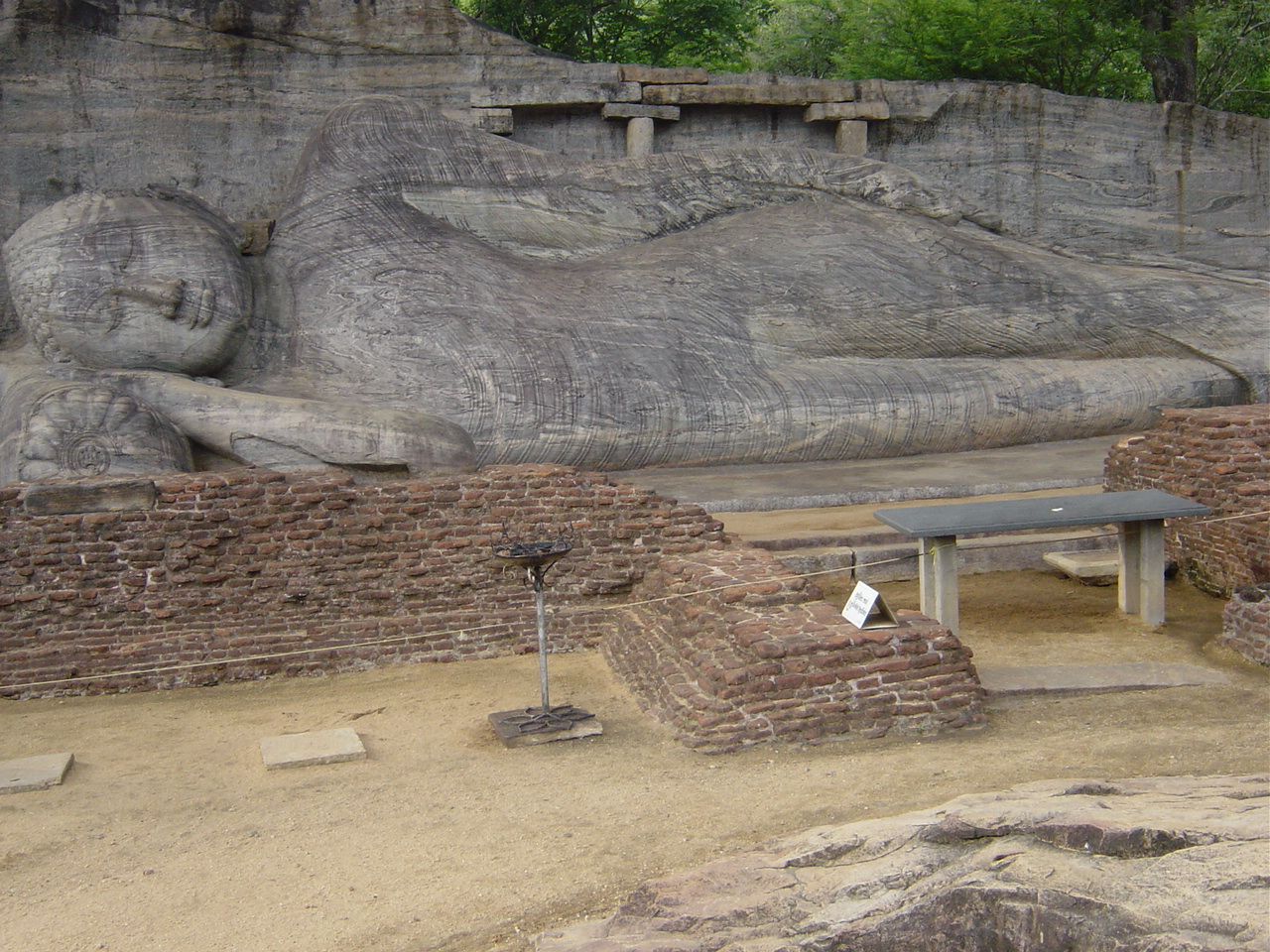
Đức Phật vào lúc tịch diệt tại chùa Gal Vihara ở Polonnaruwa.

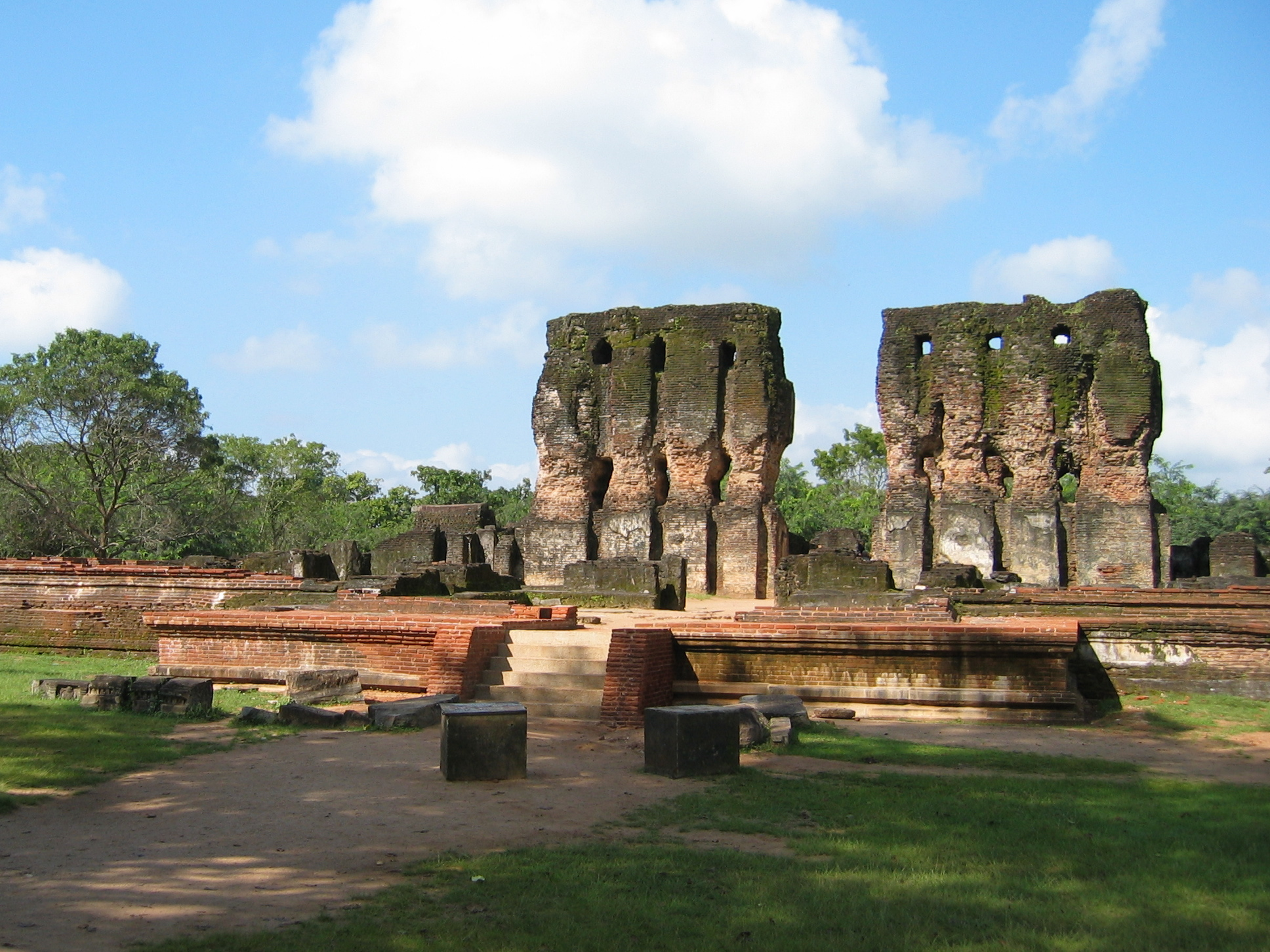
Những tấm đá cung điện của vua Parakramabahu ở Polonnaruwa.

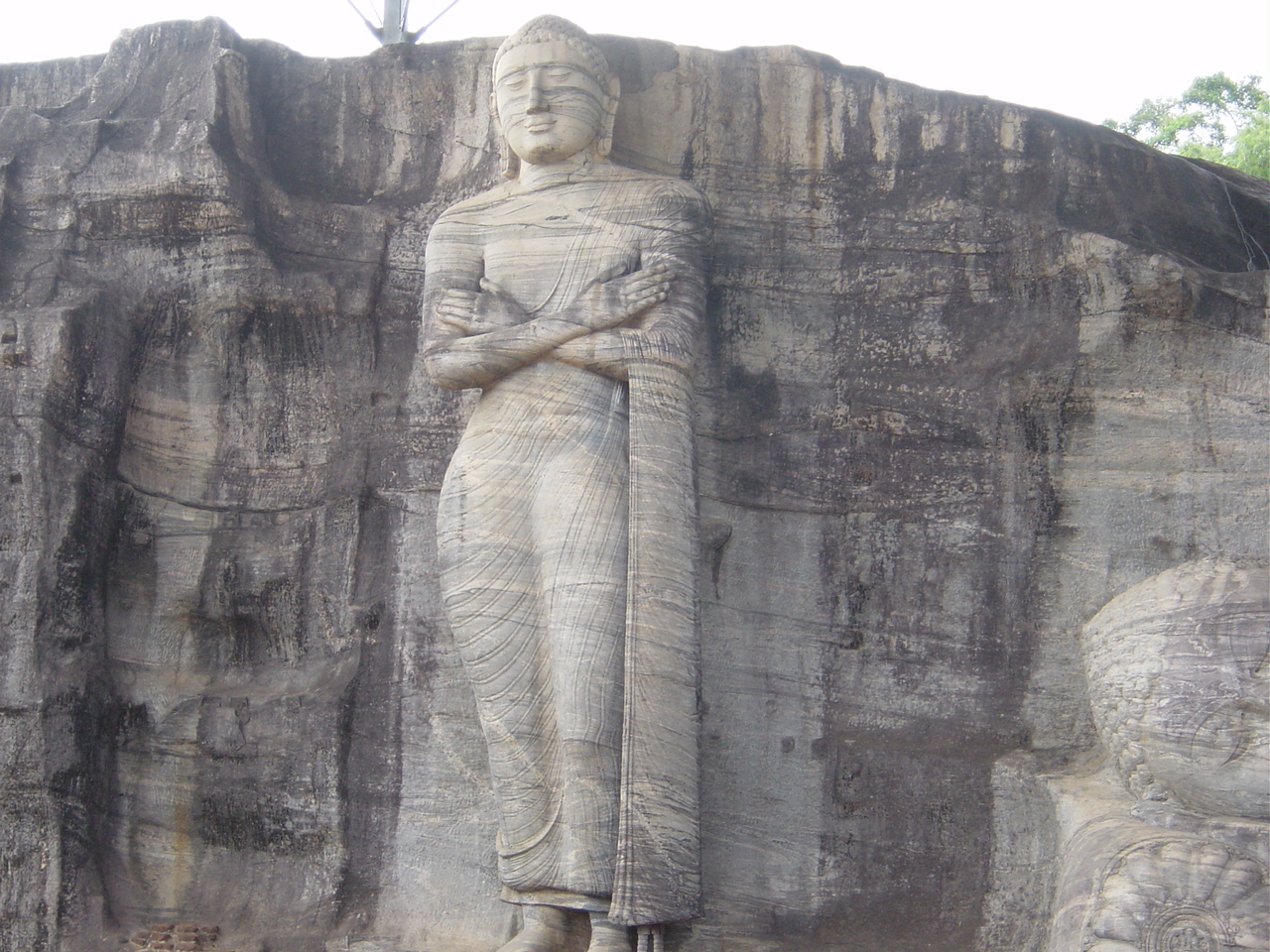
Tượng A-nan-đà đứng bên đức Phật

Poḷonnaruwa (tiếng Sinhala: පොළොන්නරුව, đã Latinh hoá: Poḷonnaruva; tiếng Tamil: பொலன்னறுவ, đã Latinh hoá: Polaṉṉaṟuvai) là thị trấn chính của huyện Polonnaruwa, Bắc Trung Bộ, Sri Lanka. Polonnaruwa gồm hai khu vực: Kaduruwela là thị trấn mới, và phần còn lại là kinh thành cổ của Vương quốc Polonnaruwa. Năm 1017, khi Đế quốc Chola của người Tamil từ phía Nam lục địa Ấn Độ xâm chiếm và kiểm soát đảo Lanka, vương triều Anuradhapura của người Sinhala diệt vong. Lực lượng đô hộ Chola đã rời trung tâm hành chính của Lanka từ Anuradhapura tới Jananathapuram. Sau khi đô hộ Lanka 53 năm, quân Chola bị lực lượng của Vijayabahu I đánh đuổi và vương triều mới của người Sinhala nắm quyền cai trị Lanka trở lại. Kinh đô mới vẫn được đặt ở Jananathapuram nhưng được đổi tên thành Polonnaruw. Khu vực thành phố cổ Polonnaruwa đã được UNESCO công nhận là di sản thế giới từ năm 1982.

## Tên
Cái tên Polonnaruwa không rõ nguồn gốc và được du khách James Emerson Tennent chấp nhận. Trong tiếng Tamil của nó là Pulainari được đề cập trong các bản khắc bằng tiếng Tamil được tìm thấy tại Polonnaruwa thời Chola. Cái tên này có lẽ là sự thu hẹp của tên cổ Pulastya nagara hoặc Pulatti nakaram có nghĩa là thành phố của nhà hiền triết Ấn Độ giáo Pulastya.
Nó được đổi tên dưới thời kỳ cai trị của Chola là Jananathapuram hoặc Jananathamangalam. Nơi sau này được gọi là Vijayarajapuram như đã đề cập trong hồ sơ của Jayabahu I, mà có lẽ được bắt nguồn từ tên của Vijayabahu I.

## Lịch sử
Polonnaruwa được thành lập bởi người Chola như là thành phố thủ đô dưới tên Jananathapuram vào thế kỷ thứ 10. Dưới thời kỳ này, Ấn Độ giáo phát triển mạnh mẽ. Rajaraja I đã cho xây dựng Vanavan Mahadevisvaram, một ngôi đền thờ thần Shiva tại Polonnaruwa đặt theo tên hoàng hậu của ông, hiện được gọi là Siva Devale. Một số đền khác có tượng đồng của thần Ganesa và Parvati. Sri Lanka dưới thời kỳ cai trị của Rajendra Chola I như là một tỉnh Chola. Tuy nhiên, sau năm 1070 đã chấm dứt sự cai trị của Chola trên đảo và Polonnaruwa được Vijayabahu I chiếm giữ.
Thương mại và nông nghiệp phát triển dưới sự bảo trợ của nhà vua, người rất kiên quyết đến nỗi không có giọt nước nào rơi xuống từ thiên đàng bị lãng phí và mọi nguồn lực được sử dụng để phát triển đất đai. Do đó, các hệ thống tưới tiêu vượt trội hơn nhiều so với thời đại Anuradhapura. Lớn nhất trong số đó phải kể đến hồ chứa Parakrama Samudra. Vương quốc Polonnaruwa hoàn toàn tự cung tự cấp dưới triều đại của vua Parakramabahu.

## Kiến trúc
Polonnaruwa đã được vua Vijayabahu I chọn làm kinh đô vào thế kỷ thứ 8 và từ thế kỷ 12, nó là trung tâm của truyền thống Phật giáo Therevada ở Sri Lanka. Có nhiều hình tượng đá khổng lồ của Phật miêu tả những thời điểm ý nghĩa trong cuộc đời của ngài.
Phật giáo đã có trên Sri Lanka hơn 2000 năm và theo truyền thuyết, đức Phật đã từng đến đảo quốc này ba lần. Phật giáo Therevada đã phát triển dưới triều đại các vua Sinhalese và nhiều đền đài đã được xây dựng. Vào thế kỷ thứ 12, dưới thời trị vì của Parakramabahu I (1153 - 1186), một số công trình tiêu biểu ở Polonnaruwa đã được tạo dựng như: cung điện, vườn tược, bồn nước và các tự viện.
Polonnaruwa có ngôi bảo tháp lớn bằng đá, có hình dáng giống như phong cách truyền thống và ở mái vòm trên cùng có phần xây hình chữ nhật và những tháp nhỏ vuốt thon. Ở Gal Vihara còn có một tượng Phật ngồi trong thế liên hoa tọa với tay bắt ấn thiền. Một trong những bức tượng đáng lưu ý ở đây là tượng Phật nằm nghiêng về bên phải vào lúc tịch diệt. Tượng dài 46 feet với những chi tiết điêu khắc tinh tế. Cạnh bên là bức tượng một nhà sư đứng khoanh tay, có thể đó là A-nan-đà. Pho tượng đứng này cao 23 feet.
Kinh đô cổ Polonnaruwa đã được UNESCO công nhận là di sản văn hóa thế giới.

## Vua và Hoàng hậu của Polonnaruw
- Vijayabahu I
- Jaya Bahu
- Vikrama Bahu
- Đại đế Parakrama Bahu
- Nissankamalla I
- Queen Lilavati

## Những di sản
- Cung điện hoàng gia tại Polonnaruwa (Vejayanta Pasada)
- The Council Chamber / Audience Hall
- The Vatadage (nhà tròn)
- Moonstones
- Thuparamaya
- Latha Mandapaya (Thánh địa đài sen)
- Atadage (House of Eight Relics)
- Gal Potha (Stone Book)
- Gal Viharaya
- Nelum Pokuna (Lotus Bath)
- Satmahal Prasada (A square pyramidal tower in seven tiers)
- Hatadage (The Shrine of Sixty Relics)
- Lankathilake
- Ran Kot Vehera (The Golden Pinnacle Dagaba)
- Pabulu Vehera (Coral Shrine)
- Kiri Vehera (Milk-white shrine)
- Demala Maha Seya
- Potgul Vihara (Tu viện)
- Tivanka Image House
- Alahana Pirivena (Đại học Alahana)
- Siva Devale (Siva Shrine)
- Kumara Pokuna (Nhà tắm hoàng gia)